# Metamenophra subpilosa
Metamenophra subpilosa là một loài bướm đêm trong họ Geometridae.